# ロンドン・ロード駅 (ブライトン)
ロンドン・ロード駅（ロンドン・ロードえき、英語: London Road railway station）は、イングランドイースト・サセックス州ブライトン・アンド・ホヴにあるイースト・コーストウェイ線の鉄道駅。ゴヴィア・テムズリンク・レールウェイが「サザン」ブランドで列車を運行している。

## 歴史
1877年10月、イースト・コーストウェイ線の駅として開業した。駅舎を設計したのは、ブライトン駅の設計も行ったデイヴィッド・モカッタである。元々の名称はディッチリング・ライズであったが、のちに改称された。またケンプ・タウン支線が廃線となった1971年までは、ブライトンからケンプ・タウン行きの列車も運行されていた。

## 運行頻度
オフピーク時間の列車の運行頻度は次の通りである。
- ナショナル・レール（ゴヴィア・テムズリンク・レールウェイ（「サザン」ブランド）による運行）
  - ブライトン方面　毎時4本
  - シーフォード方面　毎時2本
  - ルイス方面　毎時2本

## 駅構造
相対式ホームを持つ地上駅。出入口はそれぞれのホームに1つずつあり、ホーム同士は地下通路で繋がっている。

### のりば
| のりば | 路線                        | 方向 | 行先                     |
| ------ | --------------------------- | ---- | ------------------------ |
| 1      | ■イースト・コーストウェイ線 | 上り | ブライトン方面           |
| 2      | ■イースト・コーストウェイ線 | 下り | ルイス、シーフォード方面 |

## 隣の駅
ネットワーク・レール
イースト・コーストウェイ線
■ サザン（ゴヴィア・テムズリンク・レールウェイ）
ブライトン駅 - ロンドン・ロード駅 - モールスコム駅